# Földikutyafélék
A földikutyafélék (Spalacidae) az emlősök (Mammalia) osztályába és a rágcsálók (Rodentia) rendjébe tartozó családja 36 fajjal. Egyes rendszerek az egérfélék (Muridae) családjába sorolják őket.

## Származásuk, elterjedésük
Magyarországon egyetlen fajuk él, a nyugati földikutya (Nannospalax leucodon), Ez a ritka faj feltöretlen legelőkön fordul elő.

## Rendszertani felosztásuk
A családba az alábbi 4 alcsalád tartozik:
- Zokorformák (Myospalacinae) Lilljeborg, 1866 – 6 faj
- Bambuszpatkányformák (Rhizomyinae) Winge, 1887 – 4 faj
- Földikutyaformák (Spalacinae) Gray, 1821 – 13 faj
- Gyökérrágóformák (Tachyoryctinae) Miller & Gidley, 1918 – 13 faj